# Mikael Gabriel
Mikael Gabriel (MG), född 25 februari 1990 i Helsingfors, är en finländsk artist. Hans egentliga namn är Mikael Kristian Gabriel Sohlman. Hans mest kända låtar heter "Kipua”, ”Timanttei”, ”Riippumatto” och ”Älä herätä mua unesta”. Hans första album, 5 Miljoonaa Muuta, släpptes 2009. Han har släppt fem soloalbum och han har medverkat som gäst på låtar av artister som till exempel Cheek, Lord Est och Robin.